# Hein Gerrits
Hein Gerrits (Zwolle, 9 mei 1981) is een Nederlands (musical)acteur. Gerrits volgde de vooropleiding aan het Centrum voor de Kunsten Eindhoven en vanaf 1998 Jazztheater- & Showmusicaldans aan de Hogeschool voor de Kunsten Amsterdam. Daarnaast volgde hij een aantal masterclasses op de Frank Sanders Academie voor Musicaltheater.
In zijn jeugd heeft hij gewerkt in de Mini Efteling.

## Theater
- 1998 - Move, Theaterplan - ensemble
- 2001 - 42nd Street - ensemble
- 2001 - A Chorus Line - Paul San Marco
- 2002 - Jeans 12
- 2003 - Mamma Mia!- ensemble / understudy Pepper en Sky
- 2004 - De Zevensprong - Geert Jan
- 2005 - Cabaret - Bobby / understudy Emcee
- 2006 - Grease (musical) - Roger
- 2007 - Fame - Schlomo Metzenbaum
- 2008 - Joseph and the Amazing Technicolor Dreamcoat - Aser / 1e understudy Jozef
- 2009 - Doodgelukkig - Eigen musical met Vannessa Timmermans.
- 2009 - Spring Returning - Voorstelling van Labba
- 2009 - Chicago (musical) - Ensemble / understudy Amos Hart
- 2010 - Joseph and the Amazing Technicolor Dreamcoat - Zebulon / 1e understudy Jozef
- 2010 - Dr. Dolittle (musical) - Dr. Noach
- 2011 - Er was eens... - Eigen musical met Vannessa Timmermans
- 2011 - Kruimeltje (musical) - Harry Volker (vader)
- 2012 - Alles Of Iets - Eigen musical met Daphne Flint, Ara Halici, Nina de la Croix en Thomas Cammaert
- 2013 - Josephine B - Pepito di Abatino
- 2013 - Handjes in de Lucht - Ruud Ringo
- 2013 - De sprookjesmusical Klaas Vaak - Zandkabouter Korrel
- 2014 - War Horse - Puppeteer Joey/Topthorn (Hind) en Goose
- 2023- Piaf (musical) - de Dwaas

## Televisie
- Nasynchronisatie
  - Pokémon
  - A.T.O.M.
  - Bobobo
  - Famous 5 (Max Kirrin)
  - Zeke & Luther (Ozzi)
  - Kick Buttowski (Brad)
  - B-Daman (Basara)
  - Teenage Mutant Ninja Turtles (Michelangelo)
  - Chica Vampiro (Mirco)
  - Clarence (Clarence)
  - Disney Infinity 3.0 (Ezra Bridger)
  - Star Wars Rebels (Ezra Bridger)
  - Shadowhunters: The Mortal Instruments regisseur Nederlandse versie (seizoen 1)
  - Shadowhunters: The Mortal Instruments (Simon Lewis)
  - The hollow (Adam)
  - Frambozen met mosterd (2021) vertaling
  - Hoe ik leerde vliegen (2022) vertaling
- Deelname
  - De weg naar Fame - Winnaar, 2007.
  - Op zoek naar Joseph - 9e plaats, 2008.

## Presentatie
- Diverse (backstage) reportages voor de AVRO: 
  - 2009 - Backstage Mary Poppins
  - 2010 - Verslag musical helpt Haïti
  - 2010 - Uitmarkt 2010
  - 2010 - Premiereverslag musical Petticoat
  - 2011 - Backstage Op zoek naar Zorro
  - 2011 - Uitmarkt 2011
  - 2011 - Premiereverslag musical Spamalot
  - 2012 - Uitmarkt 2012

- Backstage Toppers 2012 voor 5Minuten.tv

## Prijzen
- 2002 - John Kraaijkamp Musical Award - Aanstormend Mannelijk Talent
- 2006 - Sentimento Understudy Award - voor de rol van Emcee in Cabaret
- 2010 - Almost Famous Award - voor de productie Doodgelukkig